# Nuwara Wewa
Nuwara Wewa és un tanc d'aigua de Sri Lanka, construït a 1 km de la ciutat d'Anuradhapura pel rei Walagambahu I vers el 80 aC. Estava situat a l'est del riu Kadamba (Malwatu Oya).
L'embassament era de més de 4 km de llarg, 11 metres d'alt i 4 metres d'ample a la part superior. Les mesures de les rajoles emprades demostren que és del segle I aC i de les mateixes dates que la dagoba Abhayagiri. Tenia un canal per desaiguar el sobrant de 141 metres d'ample. La superfície era de 875 hectàrees i la profunditat de 5 metres. Avui dia és de 1.286 hectàrees. Les pedres foren utilitzades el 1873 per una carretera però les restes mostren que l'embassament tenia uns 10 metres d'ample i 50 de llarg i estava a uns 2,5 metres per damunt del nivell del riu